# 23 августа
23 августа — 235-й день года (236-й в високосные годы) по григорианскому календарю.
До конца года остаётся 130 дней.
До 15 октября 1582 года — 23 августа по юлианскому календарю, с 15 октября 1582 года — 23 августа по григорианскому календарю.
В XX и XXI веках соответствует 10 августа по юлианскому календарю.

## Праздники и памятные дни
См. также: Категория:Праздники 23 августа

### Международные
- Европейский день памяти жертв сталинизма и нацизма.
- Международный день памяти жертв работорговли и её ликвидации.

### Национальные
- Россия — День воинской славы — годовщина победы в Курской битве.
- Украина — День флага.
- Армения — День принятия Декларации о независимости Армении (1990)[2].

### Профессиональные
- Беларусь — День работников государственной статистики.

### Религиозные
- Древний Рим — Вулканалии.

#### Католицизм[3]
— Память святого Иринея, епископа Лугдунского (Лионского), мученика (202);
 — память святого Аполлинария Реймсского, мученика (239);
 — память святого Архелая, диакона, мученика (III век);
 — память святых Астерия, Клавдия и Неона Эгейских, мучеников (303);
 — память святого Луппа Новинского, раба, мученика (ок. 306);
 — память святой Асцелины, девы (1195);
 — память святой Розы Лимской, девы (1617).

#### Православие[4][5]
— Память священномучеников Лаврентия, архидиакона, Сикста II, папы Римского, Феликиссима и Агапита, диаконов, мученика Романа, Римских (258);
 — память блаженного Лаврентия, Христа ради юродивого, Калужского (1515);
 — Собор новомучеников и исповедников Соловецких;
 — память священномученика Вячеслава Закедского, пресвитера (1918);
 — память священномученика Афанасия Кислова, пресвитера (1937);
 — второе обретение и перенесение мощей преподобного Саввы, игумена Сторожевского, Звенигородского чудотворца (1998).

### Именины

#### Католические[3]
Мужские: Аполлинарий, Архелай, Астерий, Валериан, Виктор, Волк, Донат, Евгений, Елезар, Захария, Ириней, Кириак, Клавдий, Лупп, Максим, Минерв, Неон, Реститут, Тимофей, Филипп, Флавиан, Флавий, Элеазар, Эоган, Юстиниан, Яков.
Женские: Асцелина, Донвина, Роза, Феона, Феонилла, Фруктуоза, Эбба.

#### Православные
Дата дана по новому стилю.
Агапит, Афанасий, Вячеслав, Ирон, Лаврентий, Роман, Савва, Сикст, Феликиссим.

## События
См. также: Категория:События 23 августа

### До XX века
- 476 — Одоакр победил при Тицине римского военачальника Флавия Ореста и был провозглашён своими войсками королём Италии.
- 1305 — в Лондоне был казнён Уильям Уоллес.
- 1382 — при обороне Москвы от татарского набега хана Тохтамыша впервые в России применена артиллерия.
- 1541 — французский мореплаватель Жак Картье в ходе своего третьего путешествия в Канаду высадился возле Квебека в поисках места для постоянного поселения.
- 1552 — войско русского царя Ивана Грозного осадило Казань.
- 1614 — основан Университет Гронингена.
- 1658 — русский гарнизон Киева отбил нападение гетмана Ивана Выговского.
- 1735 — премьера оперы-балета «Галантная Индия» Ж.-Ф. Рамо (Париж, Королевская академия музыки).
- 1793 — революционное правительство Франции объявило всеобщую воинскую повинность.
- 1799 — в Петербурге запрещено носить бакенбарды[источник не указан 880 дней][значимость факта?].
- 1839 — англичане захватили Гонконг.
- 1866 — заключён Пражский мир, завершивший Австро-прусско-итальянскую войну. По Пражскому договору Венеция передана Италии.
- 1882 — столицей Северо-Западных территорий (Канада) стал город Реджина.

### XX век
- 1908 — Мулай Абд аль-Хафид сверг своего брата, султана Марокко Мулай Абд аль-Азиза, и стал новым султаном.
- 1913 — в Копенгагене открыт памятник Русалочке — героине сказки Андерсена.
- 1914 — Японская империя объявила войну Германской империи и вступила в Первую мировую войну на стороне Антанты.
- 1921 — начало битвы при Сакарье — переломного сражения второй греко-турецкой войны.
- 1924 — основан французский футбольный клуб Монако.
- 1935 — Политбюро ЦК ВКП(б) приняло постановление о замене двуглавых орлов на башнях Кремля пятиконечными звёздами к 7 ноября 1935 года.
- 1939 — заключён Договор о ненападении между Германией и Советским Союзом.
- 1942 — 16-я танковая дивизия вермахта вышла к Волге у Спартановки — северной окраины Сталинграда.
- 1943
  - Освобождение Харькова от немецко-фашистских захватчиков.
  - Спустя 50 дней достигнута окончательная победа советских войск на Курской дуге.
- 1944
  - Авиакатастрофа во Фреклтоне (графство Ланкашир, Англия). Погиб 61 человек — крупнейшая авиакатастрофа Второй мировой войны.
  - Государственный переворот в Румынии.
- 1948 — в Амстердаме создан Всемирный Совет церквей.
- 1955
  - Введён в строй Череповецкий металлургический завод.
  - Первый полёт первого конвертоплана с поворотным ротором — «Белл XV-3».
- 1959 — правительство США объявило о введении в 400 школах страны в качестве предмета обучения русского языка.
- 1962
  - В Ливерпуле Джон Леннон женился на Синтии Пауэлл. Свидетелем был Пол Маккартни.
  - Состоялся первый прямой телемост Европа-США.
- 1968 — Ринго Старр временно ушёл из группы The Beatles.
- 1973 — академик Андрей Сахаров провёл у себя дома в Москве первую пресс-конференцию для иностранных журналистов о нарушении прав человека в СССР.
- 1975 — открыт Харьковский метрополитен.
- 1976 — тысячи людей погибли в результате сильного землетрясения в Китае.
- 1977 — состоялся первый полёт мускулолёта «Госсамер Кондор».
- 1979 — бегство из СССР артиста балета Большого театра Александра Годунова.
- 1984 — Елена Боннэр, жена физика-диссидента Андрея Сахарова, приговорена к пяти годам ссылки.
- 1989 — в 50-ю годовщину подписания советско-германского пакта состоялась акция Балтийский путь, когда жители Литвы, Латвии и Эстонии выстроили живую цепь длиной почти в 600 км — около двух миллионов человек (самая большая живая цепь в мире).
- 1990
  - Армения провозглашает независимость от СССР.
  - Западная и Восточная Германии назначают дату объединения на 3 октября.
- 1991
  - Борисом Ельциным остановлены деятельность КПСС и выпуск газеты «Правда».
  - В Латвии запрещена Коммунистическая партия.
  - Основана Всемирная паутина: открыт публичный доступ к первому в мире веб-серверу.
  - Последние из находящихся на свободе членов ГКЧП арестованы. Опечатано здание ЦК КПСС. Михаил Горбачёв, вызванный на чрезвычайную сессию Верховного Совета России, пытался отстаивать социалистический выбор, но не встретил понимания.
- 1996 — установлены дипломатические отношения между Югославией и Хорватией.
- 2000 — катастрофа A320 под Мухарраком — крупнейшая в истории Бахрейна (143 погибших).

### XXI век
- 2005 — под Пукальпой потерпел катастрофу самолёт Boeing 737-244 Advanced компании TANS Peru, погибли 40 из 98 человек, находившихся на борту.

- 2023 — катастрофа Embraer Legacy 600 под Куженкином в Тверской области, 10 погибших, в том числе на борту погибли Евгений Пригожин и Дмитрий Уткин.

## Родились
См. также: Категория:Родившиеся 23 августа

### XVIII век
- 1740 — Иван VI (убит в 1764), российский император с октября 1740 по ноябрь 1741 при регентстве Бирона и Анны Леопольдовны.
- 1754 — Людовик XVI (казнён 21 января 1793), король Франции (1774—1792).
- 1769 — барон Жорж Кювье (ум. 1832), французский зоолог, основатель сравнительной анатомии и палеонтологии, антиэволюционист.
- 1773 — Якоб Фридрих Фриз (ум. 1843), немецкий философ-идеалист, физик и математик.

### XIX век
- 1809 — Николай Муравьёв-Амурский (ум. 1881), российский государственный деятель, генерал-губернатор Восточной Сибири (1847—1861), основатель Хабаровска.
- 1811 — Огюст Браве (ум. 1863), французский кристаллограф, автор теории пространственных решёток кристаллов.
- 1849 — Уильям Эрнст Хенли (ум. 1903), английский поэт, критик, издатель.
- 1851 — Алоис Йирасек (ум. 1930), чешский писатель, автор исторических романов.
- 1854 — Мориц Мошковский (ум. 1925), польский пианист, композитор и педагог.
- 1856 — Леонтий Бенуа (ум. 1928), российский архитектор-классицист.
- 1867 — Марсель Швоб (ум. 1905), французский писатель-символист.
- 1869 — Эдгар Ли Мастерс (ум. 1950), американский писатель.
- 1880 — Александр Грин (наст. фамилия Гриневский; ум. 1932), русский советский писатель-неоромантик («Алые паруса», «Бегущая по волнам» и др.).
- 1887 — Фридрих Цандер (ум. 1933), советский учёный и изобретатель немецкого происхождения, один из пионеров ракетной техники.
- 1887 — Александр Инашвили (ум. 1958), оперный певец (баритон), народный артист СССР (1950).
- 1900 — Эрнст Кшенек (ум. 1991), американский композитор, музыковед, педагог.

### XX век
- 1901 — Пётр Алымов (ум. 1964), советский военный деятель, генерал-майор артиллерии.
- 1905 — Константин Розанов (ум. 1954), французский военный лётчик-испытатель.
- 1907 — Людвиг Хёльшер (ум. 1996), немецкий виолончелист.
- 1908
  - Артюр Адамов (урожд. Артур Адамян; ум. 1970), французский писатель-авангардист.
  - Валентин Макаров (ум. 1952), советский композитор, пианист.
- 1909 — Лаврентий Масоха (ум. 1971), советский актёр театра и кино.
- 1910 — Джузеппе Меацца (ум. 1979), итальянский футболист, двукратный чемпион мира по футболу (1934, 1938).
- 1911 — Бетти Робинсон (ум. 1999), американская бегунья на короткие дистанции, олимпийская чемпионка (1928, 1936).
- 1912 — Алексей Судаев (ум. 1946), советский оружейник, создатель пистолета-пулемёта ППС-43.
- 1912 — Джин Келли (ум. 1996), американский актёр, певец, танцор, хореограф и кинорежиссёр, обладатель «Оскара».
- 1914 — Лев Озеров (наст. фамилия Гольдберг; ум. 1996), советский и российский поэт, переводчик, критик, литературовед.
- 1917 — Никита Моисеев (ум. 2000), советский и российский учёный-механик, математик, академик РАН.
- 1919 — Георгий Лепский (ум. 2002), советский и российский художник, поэт, бард.
- 1921
  - Яков Костюковский (ум. 2011), советский и российский поэт, драматург, писатель-сатирик, автор интермедий для Тарапуньки и Штепселя.
  - Кеннет Джозеф Эрроу (ум. 2017), американский экономист, лауреат Нобелевской премии (1972).
- 1924 — Роберт Мертон Солоу (ум. 2023), американский экономист, лауреат Нобелевской премии (1987).
- 1929
  - Вера Майлз, американская актриса кино и телевидения.
  - Золтан Цибор (ум. 1997), венгерский футболист, олимпийский чемпион (1952).
- 1930 — Эдуард Шим (ум. 2006), российский писатель и драматург.
- 1931 — Хамилтон Смит, американский микробиолог, специалист по генной инженерии, лауреат Нобелевской премии (1978).
- 1932 — Давид Черкасский (ум. 2018), советский и украинский художник-мультипликатор, режиссёр, сценарист.
- 1933 — Роберт Кёрл, американский химик, лауреат Нобелевской премии (1996).
- 1934 — Рем Вяхирев (ум. 2013), советский и российский государственный деятель, в 1992—2001 гг. глава «Газпрома».
- 1939 — Алла Балтер (ум. 2000), советская и российская актриса театра и кино, народная артистка РФ.
- 1940 — Валерий Пьянов (ум. 2012), русский художник, представитель нонконформизма.
- 1941
  - Онора О’Нил, британский философ, баронесса, член палаты лордов.
  - Дмитрий Шпаро, советский и российский путешественник.
- 1945
  - Рита Павоне, итальянская певица и актриса.
  - Константин Петров (ум. 2009), советский и российский военный, общественный и политический деятель, генерал-майор. Лидер движения КОБ.
- 1946 — Кит Мун (ум. 1978), британский барабанщик, участник группы The Who, автор многих рок-н-ролльных постулатов, в том числе названия Led Zeppelin.
- 1949 — Григорий Карасин, советский и российский дипломат.
- 1951 — Ахмат Кадыров (погиб в 2004), чеченский религиозный и государственный деятель, первый Президент Чеченской Республики (2003—2004).
- 1953 — Артурас Паулаускас, литовский политический деятель.
- 1958 — Михаил Ульянов, советский и российский дипломат.
- 1963 — Пак Чхан Ук, южнокорейский кинорежиссёр, лауреат Каннского, Венецианского и Берлинского кинофестивалей.
- 1964 — Алёна Апина (урожд. Елена Лёвочкина), эстрадная певица, автор песен, актриса, заслуженная артистка России.
- 1970 — Ривер Феникс (ум. 1993), американский киноактёр и музыкант.
- 1971
  - Деметрио Альбертини, итальянский футболист, призёр чемпионата мира и Европы.
  - Александр Новак, российский государственный и политический деятель.
- 1974
  - Сергей Жадан, украинский писатель и общественный деятель.
  - Бенджамин Лимо, кенийский бегун, чемпион мира.
  - сэр Константин Новосёлов, британский физик, лауреат Нобелевской премии по физике (2010).
  - Рэй Парк, шотландский каскадёр и актёр.
- 1975 — Густаво Эндрес, бразильский волейболист, олимпийский чемпион, двукратный чемпион мира.
- 1977
  - Игорь Петренко, российский актёр театра и кино.
  - Джаред Фогл, промоутер компании Subway, осуждённый за педофилию.
- 1978
  - Коби Брайант (погиб 2020) американский баскетболист, 5-кратный чемпион НБА, дважды олимпийский чемпион (2008, 2012).
  - Эндрю Рэннеллс, американский актёр и певец.
- 1979 — Семён Слепаков, российский комедийный актёр кино и телевидения, сценарист, продюсер, автор-исполнитель песен.
- 1986 — Вик Уайлд, американский и российский сноубордист, двукратный олимпийский чемпион (2014).
- 1988 — Карл Хагелин, шведский хоккеист.
- 1990 — Мариама Яманка, немецкая бобслеистка, олимпийская чемпионка (2018).

## Скончались
См. также: Категория:Умершие 23 августа

### До XIX века
- 93 — Гней Ю́лий Агри́кола (р. 40), римский полководец и государственный деятель.
- 408 — казнён Стилихон (р. ок. 358), западноримский полководец и фактический правитель при императоре Гонории.
- 1305 — казнён Уильям Уоллес (р. 1270), полководец, национальный герой Шотландии.
- 1628 — убит Джордж Вильерс, герцог Бекингем (р. 1592), английский политик, глава правительства при Якове I и Карле I.
- 1631 — Константинас Сирвидас, лексикограф, один из основоположников литовской письменности.
- 1732 — Феличе Бозелли (р. 1650), итальянский живописец.

### XIX век
- 1806 — Шарль Огюстен Кулон (р. 1736), французский физик и военный инженер.
- 1813 — Александр Вильсон (р. 1766), шотландский орнитолог, иллюстратор и поэт.
- 1846 — Вильгельм Кюхельбекер (р. 1797), русский поэт, декабрист.
- 1847 — Ян Чечот (р. 1796), польский поэт и белорусский фольклорист.
- 1849 — Эдвард Хикс (р. 1780), американский художник.
- 1863 — Михаил Щепкин (р. 1788), русский актёр.
- 1877 — Анна Дараган (р. 1806), русский педагог и детская писательница.
- 1888 — Филип Генри Госсе (р. 1810), английский натуралист, изобретатель аквариума.
- 1896 — Адольф Павинский (р. 1840), польский историк, архивист, профессор.

### XX век
- 1902 — Генрих Семирадский (р. 1843), российский художник польского происхождения.
- 1915 — Василий Гончаров (р. 1861), русский кинорежиссёр и сценарист, один из пионеров российского кинематографа.
- 1926 — Рудольф Валентино (р. 1895), американский киноактёр.
- 1927 — казнены Никола Сакко (р. 1891) и Бартоломео Ванцетти (р. 1888), североамериканские рабочие-анархисты итальянского происхождения.
- 1933 — Адольф Лоз (р. 1870), австрийский и чехословацкий архитектор, теоретик архитектуры.
- 1937 — Альбер Руссель (р. 1869), французский композитор.
- 1939 — застрелился Херман Буш Бесерра (р. 1903), боливийский политик, генерал, президент Боливии (1936 и 1937—1939).
- 1947 — Асмик (наст. имя Тагуи Сергеевна Акопян; р. 1879), армянская советская актриса.
- 1954 — Леонид Шервуд (р. 1871), скульптор, заслуженный деятель искусств РСФСР.
- 1960 — Джон Джексон Адамс (р. 1890), британский политический деятель, пэр графства Камберленд.
- 1962 — Йозеф Берхтольд (р. 1897), государственный и политический деятель нацистской Германии.
- 1967 — Натаниэль Картмелл (р. 1883), американский легкоатлет, бегун, олимпийский чемпион (1908).
- 1972 — Балис Дварионас (р. 1904), литовский композитор, дирижёр, пианист, народный артист СССР.
- 1974 — Роберто Ассаджоли (р. 1888), итальянский психолог, психиатр и гуманист, основатель психосинтеза.
- 1976 — Иван Кузнецов (р. 1909), советский киноактёр.
- 1977 — Наум Габо (р. 1890), российский и американский скульптор, художник, архитектор, теоретик искусства.
- 1986 — Михаил Кузнецов (р. 1918), актёр театра и кино, народный артист РСФСР.
- 1994 — Золтан Фабри (р. 1917), венгерский режиссёр театра и кино, сценарист, актёр.
- 1997 — погибла Елена Майорова (р. 1958), советская и российская актриса театра и кино.

### XXI век
- 2002 — Энтони Стаффорд Бир (р. 1926), британский теоретик и практик кибернетики.
- 2005 — Владимир Кузнецов (р. 1924), советский и российский сценарист.
- 2008 — Томас Хакл Уэллер (р. 1915), американский врач-вирусолог, академик, лауреат Нобелевской премии (1954).
- 2010 — Марсель Альбер (р. 1917), французский лётчик («Нормандия-Неман»), Герой Советского Союза.
- 2013
  - Татьяна Заславская (р. 1927), советский и российский социолог, экономист, академик АН СССР, РАН и ВАСХНИЛ.
  - Вадим Юсов (р. 1929), кинооператор, народный артист РСФСР.
- 2015 — Ги Лижье (р. 1930), французский автогонщик и предприниматель, владелец гоночной команды.
- 2020
  - Дитер Краузе (р. 1936), гребец-байдарочник из ГДР, олимпийский чемпион (1960), чемпион мира, трижды чемпион Европы.
  - Лори Нельсон (р. 1933), американская фотомодель, актриса кино и телевидения.
  - Валентина Прудскова (р. 1938), советская фехтовальщица-рапиристка, олимпийская чемпионка (1960), 4-кратная чемпионка мира.
- 2023 — погибли:
  - Евгений Пригожин (р. 1961), российский предприниматель, руководитель группы компаний «Конкорд», основатель ЧВК «Вагнер»;
  - Дмитрий Уткин (р. 1970), российский офицер, неонацист, один из руководителей ЧВК «Вагнер».

## Приметы
День Заречника. Лаврентий Зоречник. Праздник мельника.
- Если на Лаврентия в полдень вода в реке или озере спокойна — к зиме без вьюг, если же стоит сильная жара или идут сильные дожди — к затяжной и мокрой осени.
- Осень и зима хорошо живут, если на Лаврентия вода тиха и дождь.
- «На Лаўрына спяшай да млына» (белорус.) — «На Лаврентия спеши на мельницу».